# Izquierda Unida

Die Izquierda Unida (IU) (deutsch: „Vereinigte Linke“) ist eine spanische politische Partei. Es handelt sich dabei um ein 1986 gegründetes linkssozialistisches Parteienbündnis, dessen Leitung von dem Kommunisten Alberto Garzón wahrgenommen wird. 

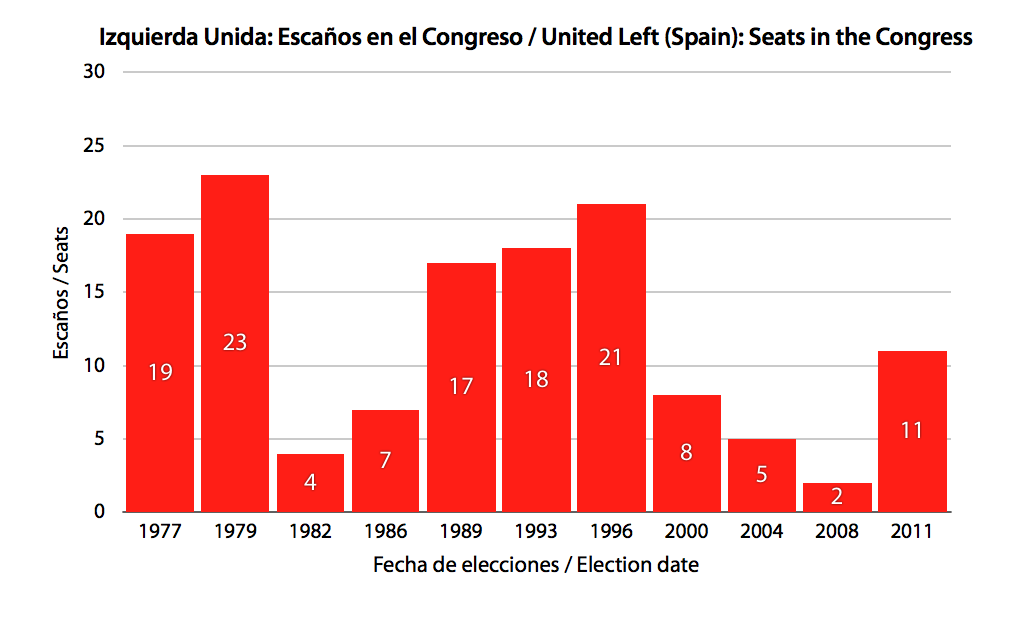
Sitze der IU im spanischen Kongress (Abgeordnetenhaus) seit 1977

Seit der Parlamentswahl 2016 tritt Izquierda Unida im Rahmen des Wahlbündnisses Unidos Podemos mit der linkspopulistischen Podemos und weiteren kleinen Parteien an.

## Politische Aufstellung
Wichtigste Kraft innerhalb der IU ist die Kommunistische Partei Spaniens (PCE), daneben sind neben kleineren regionalen und lokalen Gruppen und Zirkeln u. a. die katalanische Esquerra Unida i Alternativa, das Colectivo de Unidad de los Trabajadores-Bloque Andaluz de Izquierdas (Andalusien) und die Partido Obrero Revolucionario vertreten. Die zu den Gründungsmitgliedern der IU zählenden Parteien Izquierda Republicana de España und Partido de Acción Socialista sowie die linksradikale Corriente Roja und die baskischen Grünen Berdeak-Los Verdes haben die IU in den letzten Jahren verlassen. Bei den Parlamentswahlen vom 14. März 2004 erzielte die IU knapp 5,0 % (2000: 5,4 %) und kam damit auf fünf (2000: acht) Abgeordnete. Sie stützte danach die PSOE-Minderheitsregierung unter José Luis Rodríguez Zapatero. Bei den Wahlen vom 9. März 2008 verlor IU weitere drei Sitze und damit erstmals ihren Fraktionsstatus im spanischen Parlament. Dies führte sie vor allem auf das kleinere gesamtspanische Parteien stark benachteiligende spanische Wahlrecht zurück. Dieses bevorzugt bei der Mandatsvergabe die beiden Großparteien, was viele IU-Anhänger aus taktischen Gründen zur Wahl der Sozialisten bewogen habe (so genanntes voto util). So bekam IU nur etwas mehr als 4 % der Stimmen, was zudem weniger als ein Prozent der Sitze ausmachte. Zu den spanischen Parlamentswahlen 2011 trat die IU gemeinsam mit zwölf weiteren, überwiegend regional verwurzelten Linksparteien unter der Bezeichnung „La Izquierda Plural“ an und erzielte ein Ergebnis von 6,9 % (11 Abgeordnete).
Auf europäischer Ebene ist IU Mitglied der Partei der Europäischen Linken und stellt in der 9. Wahlperiode (2019–2024) des Europäischen Parlaments mit Sira Rego und Manu Pineda zwei Abgeordnete.

## Regionale Gliederungen
Die regionalen Gliederungen der IU führen teilweise abweichende Bezeichnungen. Dies sind:
- Spanien
  - Andalusien: Izquierda Unida Los Verdes-Convocatoria por Andalucía (IULV-CA)
  - Aragonien: Izquierda Unida de Aragón
  - Asturien: Izquierda Unida de Asturias/Izquierda Xunida d´Asturies (IUA/IXA)
  - Balearen: Esquerra Unida de les Illes Balears (EUIB)
  - Baskenland: Ezker Anitza (EzAn)
  - Ceuta: Izquierda Unida de Ceuta
  - Extremadura: Izquierda Unida-Verdes-Compromiso por Extremadura (IU-V-CE)
  - Galicien: Esquerda Unida (EU)
  - Kanaren: Izquierda Unida Canaria
  - Kantabrien: Izquierda Unida de Cantabria
  - Kastilien-La Mancha: Izquierda Unida de Castilla-La Mancha (IUCM)
  - Kastilien und León: Izquierda Unida de Castilla y León (IUCyL)
  - Katalonien: Esquerra Unida Catalunya (EUCat)
  - La Rioja: Izquierda Unida de La Rioja
  - Madrid: Izquierda Unida-Madrid (IU-Madrid oder IU-M), Der neue Verband IU-M wurde 2016 gegründet, da die Izquierda Unida de la Comunidad de Madrid (Vereinigte Linke der Gemeinschaft Madrid) 2015 ausgeschlossen wurde.
  - Melilla: Izquierda Unida de Melilla
  - Murcia: Izquierda Unida Verdes de la Región de Murcia (IUV-RM)
  - Navarra: Izquierda Unida de Navarra/Nafarroako Ezker Batua (IUN-NEB)
  - Valencia: Esquerra Unida del País Valencià (EUPV)
- International
  - Izquierda Unida Exterior (Izquierda Unida im Ausland), lokale Ableger u. a. in:[1]
    - Berlin
    - Brüssel
    - Buenos Aires und Umland
    - Luxemburg
    - Toulouse
    - Zürich

Im Juni 2015 beschloss die IU den Ausschluss der bisherigen Gliederung in der Region Madrid, die unter dem Namen Izquierda Unida de la Comunidad de Madrid (IUCM) als juristisch selbständige Partei Mitglied des Parteienbündnisses IU war. Eine neue Gliederung für diese Region als juristisch nicht selbständiger Regionalverband befindet sich im Aufbau.

## Kommunale Hochburgen
Die IU stellte mit Rosa Aguilar und später Andrés Ocaña von 1999 bis 2011 den Bürgermeister von Córdoba. Von 2003 bis 2007 hatte die IU die absolute Mehrheit der Stadtregierungen im andalusischen Carmona. In der Madrider Vorstadt San Fernando de Henares regiert Julio Setién Martínez in einer Koalition mit der PSOE seit 2007. Von 1999 bis 2007 regierte die IU mit Absoluter Mehrheit unter Monserrat Muñoz. In der Nachbarstadt Rivas-Vaciamadrid stellt sie ebenfalls den Bürgermeister.